# Rolf Widerøe
Rolf Widerøe (11 juillet 1902 – 11 octobre 1996) est un physicien norvégien spécialiste des accélérateurs de particules,. Il propose le concept de bêtatron, qu'il ne parvient pas à réaliser et le concept de l'accélérateur linéaire à résonance dont il démontre la faisabilité. Il est indirectement à l'origine du développement du cyclotron par Ernest O. Lawrence. Il est l'auteur du principe du synchrotron, des anneaux de stockage et de la collision frontale des particules pour augmenter l'énergie d'interaction,.

## Biographie

### Premières années
Rolf Widerøe est né à Kristiana, maintenant Oslo, en 1902. Il est fils de Theodor Widerøe (1868–1947), agent commercial, et de Carla Johanne Launer (1875–1971). Il a un frère, Viggo (1904-2002), pilote d'avion et entrepreneur, fondateur de la compagnie aérienne Norvégienne Widerøe. Dès son enfance, Rolf Widerøe s'intéresse aux découvertes scientifiques de son époque, en particulier à la radioactivité. En 1919, alors qu'il termine ses études secondaires au lycée Halling à Oslo, il apprend, en lisant le journal local, qu'Ernest Rutherford a désintégré des noyaux d'azote en les bombardant avec des particules alpha. Il réalise alors que, pour casser plus efficacement des atomes, il serait souhaitable de disposer de flux plus denses de particules plus énergétiques que les particules alpha produites naturellement. Il imagine que de tels faisceaux de particules pourraient être produits en utilisant l'accélération des particules chargées dans un champ électrique. C'est avec ses idées en tête qu'il convainc ses parents de lui permettre d'aller faire des études de génie électrique en Allemagne à l'Institut de Technologie de Karlsruhe. En 1924, il retourne brièvement en Norvège et travaille dans une fabrique de locomotives (Norges Statsbaner), où il accomplit les 72 jours de service militaire obligatoire.

### Thèse

#### Bêtatron
Widerøe retourne à Karlsruhe en 1925 pour préparer une thèse en construisant un accélérateur d'électrons sur le principe du transformateur électrique. Mais lorsqu'il expose son projet au professeur Wolfang Gaede, l'inventeur de la pompe à diffusion et qui pourrait être son directeur de thèse, il s'attire la réponse suivante: « Les électrons vont devoir accomplir un long voyage avant d'atteindre l'énergie désirée. Ils seront absorbés par les molécules résiduelles de gaz. Votre idée ne marchera pas, oubliez-la! » Widerøe reste persuadé que son idée peut marcher et que le vide de 10-6 Torr accessible avec la pompe à diffusion est suffisant pour que 90 % des électrons restent sur orbite. Mais l'opposition de Gaede rend impossible sa mise en œuvre à Karsruhe. Il s'adresse alors à Walter Rogoski, professeur de physique à l'Université Technique d'Aix-la-Chapelle, spécialiste des tubes cathodiques et des oscilloscopes. Rogoski est intéressé par le projet et accepte de patronner sa thèse.  Widerøe entreprend donc à Aix-la-Chapelle la construction d'un "transformateur à rayons" ou d'un "transformateur à faisceaux" selon les dénominations qu'il donne de l'appareil dans sa thèse.
Cependant Widerøe échoue à construire une machine qui marche. Il conclut ses travaux sur la note suivante: « Il s'avéra très difficile de garder les électrons sur l'orbite correcte [...] En général, après un tour, le faisceau frappait les parois. C'est pour cette raison qu'aucune accélération n'a pu être démontrée. Le transformateur fut activé à de nombreuses reprises mais aucun électron de haute énergie n'a pu être observé. » Il attribue son échec à un défaut de focalisation du faisceau d'électrons.

#### Accélérateur linéaire à résonance
Comme un appareil original, mais qui ne marche pas, ne peut faire l'objet d'une thèse, il lui faut trouver un autre projet. Il reprend alors le concept énoncé en 1924 par le chercheur suédois Gustav Ising,, pour accélérer des ions lourds positifs et que ce dernier n'avait pas tenté de démontrer expérimentalement ,. Il s'agit du premier schéma d'un accélérateur linéaire. Le principe est de faire passer les cations à travers une série d'électrodes cylindriques alignées selon leur axe de révolution. Les paquets d'ions sont accélérés à chaque passage d'une électrode à l'autre avec un champ électrique alternatif de fréquence radio et de phase correctement choisies. Ces impulsions successives évitent d'avoir à utiliser des tensions très élevées. Widerøe réussit à construire un accélérateur avec trois électrodes et à accélérer des ions sodium et potassium.

#### Publication
La thèse est déposée le 27 octobre 1927 et publiée en décembre 1928. Rolf Widerøe décrit les travaux qu'il a accompli sur les deux types d'accélérateurs:
- L'accélérateur d'électrons. Il expose les équations régissant la trajectoire des électrons, les dimensions de la chambre à vide et les conditions de champ magnétique requises pour maintenir les électrons sur une trajectoire circulaire. Toutes ces conditions seront respectées par ses successeurs sur ce projet. Le concept, nommé plus tard bêtatron, sera repris par Max Steenbeck chez Siemens à Berlin en 1935, puis par Donald Kerst à l'Université d'Illinois en 1940.
- L'accélérateur linéaire à résonance. Les résultats obtenus satisfaisaient Rogoski mais Widerøe était déçu des faibles courants obtenus qui ne cadraient pas avec les grandeurs habituellement rencontrées par un ingénieur électricien:

« Avec les méthodes disponibles, il semble difficile d'atteindre des courants supérieurs à 1 à 10 mA. Dans ces circonstances, il est hors de question d'utiliser l'appareil comme un générateur technique de hautes tensions continues [...] Mais des faisceaux d'ions de haute énergie présentent un grand intérêt en physique et la méthode développée ne devrait pas être sans valeur. » (Rolf Widerøe, cité par Per F. Dahl)
Ce que l'histoire confirmera. La preuve du concept d'accélération des ions par résonance devient le paradigme de tous les accélérateurs de particules à haute énergie qui seront construits par la suite.  

### Cyclotron
Ernest Lawrence, qui vient d'être nommé professeur à Berkeley en 1928, lit l'article de Widerøe avec beaucoup d'intérêt.

« Un soir au début de 1929, alors que je parcourais les revues récentes à la bibliothèque de l'université, je tombe sur un article de Widerøe  dans une revue allemande d'ingénierie électrique sur des accélérations multiples d'ions positifs. Ne lisant pas couramment l'Allemand, j'ai regardé les schémas et les photographies de l'appareil de Widerøe. À partir de ces figures, j'ai compris l'approche générale du problème, c'est-à-dire les multiples accélérations des ions positifs induites par l'application de tensions de radio fréquences appropriées à une série d'électrodes cylindriques alignées. Cette idée nouvelle m'a immédiatement impressionné comme la réponse adéquate que je cherchais pour résoudre le problème technique de l'accélération des ions positifs. Sans regarder davantage l'article, je fis des estimations sur les dimensions que devrait avoir un accélérateur linéaire à protons dans une gamme d'énergies supérieure à un million d'électron-volts. Des calculs simples montraient que l'accélérateur devrait avoir quelques mètres de longueur, ce qui, à l'époque,  semblait une longueur encombrante pour un instrument de laboratoire. Je me suis alors demandé si, au lieu d'utiliser une série d'électrodes cylindriques en ligne, il ne serait pas possible d'utiliser répétitivement deux électrodes en courbant la trajectoire des ions positifs à travers les électrodes en appliquant un champ magnétique. Une brève analyse du problème montrait qu'un champ magnétique uniforme ferait l'affaire, que la vitesse angulaire des ions circulant dans le champ magnétique serait indépendante de leur énergie et qu'ils circuleraient alternativement dans les électrodes creuses en résonance avec un champ électrique oscillant à une certaine fréquence qui est maintenant connue comme la fréquence cyclotron. »

À l'automne 1930, Lawrence propose à un étudiant, Milton Stanley Livingston, de construire ce qu'il appelle un "cyclotron" . Celui-ci réalise un cyclotron de 4 pouces de diamètre (10 cm) qui produit des ions d'hydrogène moléculaire à 80 keV sans beaucoup de difficultés. C'est le premier d'une série de cyclotrons de puissance croissante construits dans le laboratoire de Lawrence.
En fait, Widerøe manqua de peu d'inventer le cyclotron. En discutant de son accélérateur linéaire avec Fleger, un collègue assistant à Aix-la-Chapelle, celui-ci demanda s'il ne pourrait pas faire tourner ses ions sur des orbites en spirales avec un champ magnétique. Widerøe, probablement traumatisé par ses expériences infructueuses avec le bêtatron, répondit: « C'est possible mais il serait difficile de stabiliser les ions sur leurs orbites et ils seraient probablement perdus par collision sur les parois. » (Rolf Widerøe, cité par Per F. Dahl)
Quant à l'accélérateur linéaire, seuls les ions lourds pouvaient être accélérés avec des accélérateurs de dimensions modestes. En 1931, David H. Sloane, un autre étudiant de Lawrence, dessina et construisit un linac (linear accelerator) d'abord avec 8 électrodes, puis avec 21 électrodes dans un tube de 80 cm, avec lequel il accéléra des ions mercure à 130 keV. Plus tard, il réussit à accélérer les ions mercure à 1.26 puis à 2.8 MeV. Pour accélérer des protons, il faudra attendre le développement d'oscillateurs de fréquences plus élevées (au-delà du MHz) qui ne seront disponibles qu'après la guerre.

### Guerre 1939-1945
En 1928,  Widerøe travaille à Berlin chez AEG où il développe des relais de protection. En 1932, il décide de rentrer en Norvège quand Hitler prend le pouvoir en Allemagne. Il travaille alors pour différentes compagnies norvégiennes.
En 1941, Viggo Widerøe est arrêté pour faits de résistance. En 1943, les Allemands "invitent" Rolf Widerøe en Allemagne pour continuer son travail sur le bêtatron. Poussé par le désir de poursuivre ses recherches et la promesse que son frère aurait un sort plus clément pendant sa détention, il donne son accord pour aller à Hambourg construire le bêtatron allemand,.  Il est probable qu'il a eu accès aux publications de Kerst sur le bêtatron parues dans Physical Review en 1941. Ses collaborateurs à Hambourg sont R. Kollath du laboratoire de recherche AEG, G. Schumann et un physicien autrichien, Bruno Touschek. Ils réussirent à construire un bêtatron de 15 Mev qui fut opérationnel à la fin de 1944 dans un service de radiothérapie, le premier bêtatron en Europe. A la fin de la guerre, l'appareil fut démonté et transporté en Angleterre comme butin de guerre.
Pendant cette période, alors que Hambourg est bombardée et que les alertes sont fréquentes, il dépose en Allemagne plusieurs brevets relatifs aux accélérateurs et à leurs équipements annexes:
- sur des lentilles de focalisation électrostatiques et magnétiques
- sur des anneaux de stockage et sur le principe de la collision frontale des particules pour augmenter l'énergie d'interaction [4],[6].

En vacances en Norvège, « par un beau jour d'été, j'étais couché dans l'herbe, regardant les nuages défiler. J'ai commencer à spéculer sur ce qui arrive quand deux voitures se percutent. Si on a une automobile avec une vitesse v percutant une auto arrêtée de même masse, l'énergie dissipée sera 1/4 mv2 (collision inélastique), tandis que deux autos avec une vélocité v se percutant de front dissiperont une énergie 4 fois plus importante (mv2) bien qu'elles aient seulement deux fois l'énergie avant la collision. Ceci démontre clairement que les collisions frontales doivent être évitées pour les voitures, mais peuvent être très utiles pour les protons. » (Rolf Widerøe, cité par John Blewett)

### Après la guerre
Pour avoir travaillé avec les Nazis, Rolf Widerøe se voit confisquer son passeport norvégien pendant quelque temps. Il doit payer une amende de 5 000 couronnes norvégiennes, perdre ses droits civils et verser à l’État 120 000 couronnes sur ce qu'il a touché en royalties sur son brevet de bêtatron. Ce qui démontre que le principe du bêtatron intéresse vivement les chercheurs et les ingénieurs.
En dépit de ses démêlés avec la justice de son pays, en 1946, il dépose en Norvège un brevet sur le principe du synchrotron. Dans les années 1950, il supervisera la construction du synchrotron à électrons de 100 MeV à l'Université de Turin.
Début 1946, il reçoit un passeport temporaire et émigre en Suisse. Il rejoint le site de Brown-Boveri et Cie à Baden où il prend la direction du laboratoire des rayonnements. Il y reste jusqu'en 1961. Il met immédiatement au point un second bêtatron pour des applications médicales et industrielles, le premier d'une série de bêtatrons Brown-Boveri.
En 1952, il est sollicité par le comité fondateur du CERN pour participer à la conception des deux accélérateurs dont la construction est envisagée. Widerøe participe comme consultant à la conception du synchrotron à protons.
De 1953 à 1972, il enseigne à l'Ecole polytechnique fédérale de Zurich. 
À partir de 1959, il participe à la construction des accélérateurs de DESY, le Centre allemand de physique des particules et de rayonnement synchrotron à Hambourg.

### Dernières années
A la fin de sa vie, Rolf Widerøe s'intéresse surtout aux technologies médicales, se focalisant sur les traitements du cancer. Il développe des appareils de radiothérapies à haute tension (megavolt). 
Il publie jusqu'à 180 papiers dans des revues scientifiques et d'ingénierie, et dépose plus de 200 brevets pendant sa vie. 
Rolf Widerøe meurt le 11 octobre 1996 à Obersiggenthal en Suisse.

## Distinctions[6]
- Doctorat Honoris Causa-RWTH Aix-la-Chapelle (1962)
- Docteur en Médecine Honoraire de l'Université de Zurich (1964)
- Médaille Röntgen (1969)
- Prix Röntgen (1972)
- Médaille d'or JRC (1973)
- Robert R. Wilson Prize of APS (1992)

## Membre de sociétés savantes[6]
- Académie Norvégienne des Sciences
- American Physical Society
- American Radium Society
- British Institute of Radiology
- Deutsche Röntgengesellschaft
- European Society for Radiation Therapy ESTRO
- European Physical Society
- Naturforschende Gesellschaft
- Norwegian Society of Radiology
- Norwegian Society of Physics
- Schweizerische Physikalische Gesellschaft
- Schweizerische Gesellschaft für Radiobiologie
- Scandinavian Society for Medical Physics
- Society of Nuclear Medicine